# فرانسیسکو ساگاستی
فرانسیسکو ساگاستی (انگلیسی: Francisco Sagasti؛ زادهٔ ۱۰ اکتبر ۱۹۴۴) مهندس، سیاستمدار و نویسنده پرویی است که از نوامبر ۲۰۲۰ تا ژوئیه ۲۰۲۱ رئیس‌جمهور پرو بوده‌است.